# Fojda
Fojda (furlansko in italijansko Faedis) je občina v Videmski pokrajini v italijanski deželi Furlaniji - Julijski krajini, ki se nahaja okoli 70 km severozahodno od Trsta in okoli 13 km severovzhodno od Vidma, na meji s Slovenijo. Občina, ki se razteza na 46,6 km2, je imela 2,901 prebivalca po podatkih na dan 30. aprila 2017.
Občina Fojda meji na naslednje občine: Ahten, Mojmak, Poulét, Remanzacco, Tipana, Tavorjana.

## Etnična sestava prebivalstva
Po popisu prebivalstva iz leta 1971 se je 23,2 % prebivalcev v občini Fojda opredelilo, da so Slovenci.

## Naselja v občini

### Čempej(italijanskoCampeglio) (nemškoScharfenberg)
Vas Čempej (Campeglio) je največja vas v občini Fojda in leži na 135 m nadmorske višine z okoli 760 prebivalci. Naselje je starodavno, na kar kažejo ostanki gradu Soffumbergo (Scharfenberg) , poletne rezidence oglejskih patriarhov. Posebej zanimiv je mozaik Sv. Mihaela, ki se nahaja v župnijski cerkvi, obnovljeni po potresu leta 1976. Naselje se razteza predvsem ob cesti, ki pelje v Čedad.

#### Raščak(Raschiacco)
Kraj Raščak (Raschiacco) se prvič omenja leta 1321. Vasica se je razvila okoli majhne cerkve Sv. Martina, ki jo mnogi zgodovinarji postavljajo v čas okoli leta 1200. Raščak se nahaja v bližini hribov sredi številnih vinogradov, iz katerih se pridobivajo odlična vina.

#### Ronchis
Vloga naselja Ronchis je bila v zgodovini občine Fojda zelo pomembna. Dve vili iz XV. stoletja, Freschi in Partistagno, se razvijejo v domove dveh enakoimenovanih družin rodu Cucagna. Vas se nahaja ob cesti v Videm.

#### Podkláp(Canal di Grivò)
Omembe vasi Podklap imamo iz listin gosposke družine Cucagna, vendar je ime vasi keltskega izvora.

#### Čanébola ali Čenébola(Canebola)
Čanébola verjetno izvira iz obdobja slovanskih migracij (VI-IX. stoletje), ko so se slovanska plemena naselila v hribih in na višinskih dolinah Nadiže in Terskih dolinah. Vse do leta 1930 do vasi ni bilo cest, zaradi česar je ostala malo izolirana od ostale občine. Zaradi obnovitvenih del po potresu 1976 je Čanébola zdaj očarljiva gorska vas.

#### Garmóvščica(Stremiz)
Garmóvščica (Stremiz) je starodavna vasica, ki je prvič omenjena leta 1294 in je bila v lasti družine Cucagna vse od 13. stoletja. Sestavlja jo nekaj stavb okoli majhnega trga s fontano iz 19. stoletja. Ohranjeni so ostanki treh mlinov in kamnitih lokov rimskega izvora, v bližini izvirov potoka Grivò.

#### Ravan in Podvila(Costapiana in Gradischiutta)
Ravan (Costapiana) je majhna vas na cesti proti Čanéboli. Nedaleč stran je vas Podvila (Gradischiutta), na 364 m nadmorske višine, katere ime pomeni "utrjeni kraj" ali "grajske ruševine". Verjetno se nahaja na ruševinah antične utrdbe.

#### Pod cérkvo(Valle di Soffumbergo)
Dolina, imenovana tudi "Balkon nad Furlanijo", ima tako kot vsa mesta na tem območju starodavni izvor. V preteklih stoletjih je območje spadalo v fevdalno posest gospostva Soffumberg, ki je bilo v lasti oglejske cerkve. Vas se razprostira okoli cerkve Sv. Petra, zgrajene v XVIII stoletju.

#### Koloredo(Colloredo di Soffumbergo)
Koloredo se prvič omenja leta 1501 kot vas Coloreti Soffumberški. Njegovo ime izhaja iz latinske besede coryletum in pomeni "vinsko trto". Koloredo, tako kot sosednje področje je zgodovinsko vezano na grad Soffumberg; je majhno naselje, ki je znano predvsem po pridelavi vina.

#### Víle(Costalunga)
Vas Vile (Costalunga) je bila prvič omenjena leta 1353, vendar se domneva, da je njen izvor starejši, podoben tistemu iz Čanébole. Sprva je spadala pod gospode Cucagne, potem pa je prešla pod Soffumberg tj. oglejske patriarhe.

#### Pedroža(Pedrosa)
Pedroža se prvič omenja okoli sredine 14. stoletja in je bila v lasti družine Cucagna.

#### Podráta(Clap)
Podrata (Clap), kot Čanébola, je verjetno nastala v času slovanskih migracij. Vas je zdaj nenaseljena, čeprav so bile nekatere hiše obnovljene po potresu leta 1976 in se uporabljajo kot poletne rezidence.